# Lista över fornlämningar i Hudiksvalls kommun (Hälsingtuna)
Lista över fornlämningar i Hudiksvalls kommun (Hälsingtuna) är en förteckning av ett urval av de fornlämningar som finns i Hälsingtuna i Hudiksvalls kommun.
| Namn                             | Lämningstyp                      | Tillkomsttid | Historisk indelning      | Plats | Läge                 | ID-nr          | Bild                                      |
| -------------------------------- | -------------------------------- | ------------ | ------------------------ | ----- | -------------------- | -------------- | ----------------------------------------- |
| Hälsingtuna 1:1                  | Hög                              |              | Hälsingtuna, Hälsingland |       | 61.759099, 17.070729 | 10241400010001 | Ladda upp en bild av detta fornminne      |
| Hälsingtuna 1:2                  | Hög                              |              | Hälsingtuna, Hälsingland |       | 61.759133, 17.070988 | 10241400010002 | Ladda upp en bild av detta fornminne      |
| Hälsingtuna 1:3                  | Hög                              |              | Hälsingtuna, Hälsingland |       | 61.759190, 17.071161 | 10241400010003 | Ladda upp en bild av detta fornminne      |
| Hälsingtuna 3:1                  | Stensättning                     |              | Hälsingtuna, Hälsingland |       | 61.764960, 17.051772 | 10241400030001 | Ladda upp en bild av detta fornminne      |
| Hälsingtuna 4:1                  | Hög                              |              | Hälsingtuna, Hälsingland |       | 61.763560, 17.052772 | 10241400040001 | Ladda upp en bild av detta fornminne      |
| Hälsingtuna 4:2                  | Hög                              |              | Hälsingtuna, Hälsingland |       | 61.763515, 17.053123 | 10241400040002 | Ladda upp en bild av detta fornminne      |
| Hälsingtuna 4:3                  | Stensättning                     |              | Hälsingtuna, Hälsingland |       | 61.763385, 17.052902 | 10241400040003 | Ladda upp en bild av detta fornminne      |
| Hälsingtuna 5:1                  | Hög                              |              | Hälsingtuna, Hälsingland |       | 61.763107, 17.056463 | 10241400050001 | Ladda upp en bild av detta fornminne      |
| Hälsingtuna 5:2                  | Hög                              |              | Hälsingtuna, Hälsingland |       | 61.763059, 17.056825 | 10241400050002 | Ladda upp en bild av detta fornminne      |
| Hälsingtuna 7:1                  | Runristning                      |              | Hälsingtuna, Hälsingland |       | 61.754031, 17.080571 | 10241400070001 | Ladda upp en till bild av detta fornminne |
| Hälsingtuna 8:1                  | Runristning                      |              | Hälsingtuna, Hälsingland |       | 61.754564, 17.079814 | 10241400080001 | Ladda upp en till bild av detta fornminne |
| Hälsingtuna 9:1                  | Gravfält                         |              | Hälsingtuna, Hälsingland |       | 61.764663, 17.053383 | 10241400090001 | Ladda upp en bild av detta fornminne      |
| Hälsingtuna 11:1                 | Gravfält                         |              | Hälsingtuna, Hälsingland |       | 61.765707, 17.057143 | 10241400110001 | Ladda upp en bild av detta fornminne      |
| Hälsingtuna 12:1                 | Hög                              |              | Hälsingtuna, Hälsingland |       | 61.766014, 17.058321 | 10241400120001 | Ladda upp en bild av detta fornminne      |
| Hälsingtuna 13:1                 | Grav- och boplatsområde          |              | Hälsingtuna, Hälsingland |       | 61.766546, 17.052932 | 10241400130001 | Ladda upp en bild av detta fornminne      |
| Hälsingtuna 14:1                 | Hög                              |              | Hälsingtuna, Hälsingland |       | 61.765389, 17.059617 | 10241400140001 | Ladda upp en bild av detta fornminne      |
| Hälsingtuna 15:1                 | Hög                              |              | Hälsingtuna, Hälsingland |       | 61.763872, 17.059283 | 10241400150001 | Ladda upp en bild av detta fornminne      |
| Hälsingtuna 15:2                 | Hög                              |              | Hälsingtuna, Hälsingland |       | 61.763804, 17.059489 | 10241400150002 | Ladda upp en bild av detta fornminne      |
| Hälsingtuna 16:1                 | Hög                              |              | Hälsingtuna, Hälsingland |       | 61.764359, 17.062508 | 10241400160001 | Ladda upp en bild av detta fornminne      |
| Hälsingtuna 16:2                 | Hög                              |              | Hälsingtuna, Hälsingland |       | 61.764444, 17.062671 | 10241400160002 | Ladda upp en bild av detta fornminne      |
| Hälsingtuna 16:3                 | Hög                              |              | Hälsingtuna, Hälsingland |       | 61.764448, 17.062391 | 10241400160003 | Ladda upp en bild av detta fornminne      |
| Hälsingtuna 16:4                 | Hög                              |              | Hälsingtuna, Hälsingland |       | 61.764436, 17.062133 | 10241400160004 | Ladda upp en bild av detta fornminne      |
| Hälsingtuna 17:1                 | Hög                              |              | Hälsingtuna, Hälsingland |       | 61.765096, 17.061475 | 10241400170001 | Ladda upp en bild av detta fornminne      |
| Hälsingtuna 17:2                 | Stensättning                     |              | Hälsingtuna, Hälsingland |       | 61.765117, 17.062014 | 10241400170002 | Ladda upp en bild av detta fornminne      |
| Hälsingtuna 18:1                 | Hög                              |              | Hälsingtuna, Hälsingland |       | 61.763681, 17.063601 | 10241400180001 | Ladda upp en bild av detta fornminne      |
| Hälsingtuna 19:1                 | Hög                              |              | Hälsingtuna, Hälsingland |       | 61.763448, 17.060042 | 10241400190001 | Ladda upp en bild av detta fornminne      |
| Hälsingtuna 19:2                 | Hög                              |              | Hälsingtuna, Hälsingland |       | 61.763377, 17.060365 | 10241400190002 | Ladda upp en bild av detta fornminne      |
| Hälsingtuna 19:3                 | Hög                              |              | Hälsingtuna, Hälsingland |       | 61.763349, 17.060530 | 10241400190003 | Ladda upp en bild av detta fornminne      |
| Hälsingtuna 19:4                 | Hög                              |              | Hälsingtuna, Hälsingland |       | 61.763096, 17.060687 | 10241400190004 | Ladda upp en bild av detta fornminne      |
| Hälsingtuna 19:5                 | Hög                              |              | Hälsingtuna, Hälsingland |       | 61.763021, 17.060931 | 10241400190005 | Ladda upp en bild av detta fornminne      |
| Hälsingtuna 24:1                 | Gravfält                         |              | Hälsingtuna, Hälsingland |       | 61.762901, 17.064590 | 10241400240001 | Ladda upp en bild av detta fornminne      |
| Hälsingtuna 27:1                 | Hög                              |              | Hälsingtuna, Hälsingland |       | 61.758413, 17.057323 | 10241400270001 | Ladda upp en bild av detta fornminne      |
| Hälsingtuna 28:1                 | Gravfält                         |              | Hälsingtuna, Hälsingland |       | 61.768100, 17.062261 | 10241400280001 | Ladda upp en bild av detta fornminne      |
| Hälsingtuna 29:1                 | Hög                              |              | Hälsingtuna, Hälsingland |       | 61.763213, 17.065814 | 10241400290001 | Ladda upp en bild av detta fornminne      |
| Hälsingtuna 30:1                 | Hög                              |              | Hälsingtuna, Hälsingland |       | 61.769361, 17.060480 | 10241400300001 | Ladda upp en bild av detta fornminne      |
| Hälsingtuna 30:2                 | Hög                              |              | Hälsingtuna, Hälsingland |       | 61.769202, 17.060599 | 10241400300002 | Ladda upp en bild av detta fornminne      |
| Hälsingtuna 32:1                 | Hög                              |              | Hälsingtuna, Hälsingland |       | 61.780397, 17.038582 | 10241400320001 | Ladda upp en bild av detta fornminne      |
| Hälsingtuna 32:2                 | Hög                              |              | Hälsingtuna, Hälsingland |       | 61.780310, 17.038682 | 10241400320002 | Ladda upp en bild av detta fornminne      |
| Hälsingtuna 32:3                 | Stensättning                     |              | Hälsingtuna, Hälsingland |       | 61.780225, 17.038835 | 10241400320003 | Ladda upp en bild av detta fornminne      |
| Hälsingtuna 33:1                 | Hög                              |              | Hälsingtuna, Hälsingland |       | 61.768437, 17.070652 | 10241400330001 | Ladda upp en bild av detta fornminne      |
| Hälsingtuna 33:2                 | Hög                              |              | Hälsingtuna, Hälsingland |       | 61.768516, 17.070602 | 10241400330002 | Ladda upp en bild av detta fornminne      |
| Hälsingtuna 33:3                 | Stensättning                     |              | Hälsingtuna, Hälsingland |       | 61.768486, 17.070381 | 10241400330003 | Ladda upp en bild av detta fornminne      |
| Hälsingtuna 35:1                 | Hög                              |              | Hälsingtuna, Hälsingland |       | 61.792839, 17.040094 | 10241400350001 | Ladda upp en bild av detta fornminne      |
| Hälsingtuna 35:2                 | Hög                              |              | Hälsingtuna, Hälsingland |       | 61.792742, 17.040196 | 10241400350002 | Ladda upp en bild av detta fornminne      |
| Hälsingtuna 36:1                 | Stensättning                     |              | Hälsingtuna, Hälsingland |       | 61.792014, 17.042414 | 10241400360001 | Ladda upp en bild av detta fornminne      |
| Hälsingtuna 37:1                 | Gravfält                         |              | Hälsingtuna, Hälsingland |       | 61.786595, 17.054755 | 10241400370001 | Ladda upp en bild av detta fornminne      |
| Hälsingtuna 38:1                 | Hög                              |              | Hälsingtuna, Hälsingland |       | 61.787264, 17.052884 | 10241400380001 | Ladda upp en bild av detta fornminne      |
| Hälsingtuna 38:2                 | Hög                              |              | Hälsingtuna, Hälsingland |       | 61.787225, 17.052542 | 10241400380002 | Ladda upp en bild av detta fornminne      |
| Hälsingtuna 39:1                 | Hög                              |              | Hälsingtuna, Hälsingland |       | 61.787204, 17.055127 | 10241400390001 | Ladda upp en bild av detta fornminne      |
| Hälsingtuna 40:1                 | Hög                              |              | Hälsingtuna, Hälsingland |       | 61.785299, 17.053544 | 10241400400001 | Ladda upp en bild av detta fornminne      |
| Hälsingtuna 41:1                 | Stensättning                     |              | Hälsingtuna, Hälsingland |       | 61.780602, 17.062888 | 10241400410001 | Ladda upp en bild av detta fornminne      |
| Hälsingtuna 42:1                 | Gravfält                         |              | Hälsingtuna, Hälsingland |       | 61.777983, 17.066955 | 10241400420001 | Ladda upp en bild av detta fornminne      |
| Hälsingtuna 43:1                 | Grav- och boplatsområde          |              | Hälsingtuna, Hälsingland |       | 61.777862, 17.065210 | 10241400430001 | Ladda upp en bild av detta fornminne      |
| Hälsingtuna 44:1                 | Hög                              |              | Hälsingtuna, Hälsingland |       | 61.777608, 17.064100 | 10241400440001 | Ladda upp en bild av detta fornminne      |
| Hälsingtuna 45:1                 | Stensättning                     |              | Hälsingtuna, Hälsingland |       | 61.776622, 17.068038 | 10241400450001 | Ladda upp en bild av detta fornminne      |
| Hälsingtuna 48:1                 | Gravfält                         |              | Hälsingtuna, Hälsingland |       | 61.777343, 17.069273 | 10241400480001 | Ladda upp en bild av detta fornminne      |
| Hälsingtuna 49:1                 | Gravfält                         |              | Hälsingtuna, Hälsingland |       | 61.776325, 17.070286 | 10241400490001 | Ladda upp en bild av detta fornminne      |
| Hälsingtuna 50:1                 | Stensättning                     |              | Hälsingtuna, Hälsingland |       | 61.774720, 17.074041 | 10241400500001 | Ladda upp en bild av detta fornminne      |
| Hälsingtuna 51:1                 | Hög                              |              | Hälsingtuna, Hälsingland |       | 61.775658, 17.072060 | 10241400510001 | Ladda upp en bild av detta fornminne      |
| Hälsingtuna 51:2                 | Hög                              |              | Hälsingtuna, Hälsingland |       | 61.775683, 17.072282 | 10241400510002 | Ladda upp en bild av detta fornminne      |
| Hälsingtuna 51:3                 | Hög                              |              | Hälsingtuna, Hälsingland |       | 61.775738, 17.071893 | 10241400510003 | Ladda upp en bild av detta fornminne      |
| Hälsingtuna 51:4                 | Hög                              |              | Hälsingtuna, Hälsingland |       | 61.775772, 17.072187 | 10241400510004 | Ladda upp en bild av detta fornminne      |
| Hälsingtuna 52:1                 | Hög                              |              | Hälsingtuna, Hälsingland |       | 61.776012, 17.075283 | 10241400520001 | Ladda upp en bild av detta fornminne      |
| Hälsingtuna 53:1                 | Gravfält                         |              | Hälsingtuna, Hälsingland |       | 61.775938, 17.077109 | 10241400530001 | Ladda upp en bild av detta fornminne      |
| Hälsingtuna 54:1                 | Grav- och boplatsområde          |              | Hälsingtuna, Hälsingland |       | 61.772765, 17.075919 | 10241400540001 | Ladda upp en bild av detta fornminne      |
| Hälsingtuna 55:1                 | Gravfält                         |              | Hälsingtuna, Hälsingland |       | 61.771996, 17.080472 | 10241400550001 | Ladda upp en bild av detta fornminne      |
| Hälsingtuna 56:1                 | Grav- och boplatsområde          |              | Hälsingtuna, Hälsingland |       | 61.771290, 17.080969 | 10241400560001 | Ladda upp en bild av detta fornminne      |
| Hälsingtuna 57:1                 | Hög                              |              | Hälsingtuna, Hälsingland |       | 61.763967, 17.080988 | 10241400570001 | Ladda upp en bild av detta fornminne      |
| Hälsingtuna 57:2                 | Stensättning                     |              | Hälsingtuna, Hälsingland |       | 61.763936, 17.081187 | 10241400570002 | Ladda upp en bild av detta fornminne      |
| Hälsingtuna 57:3                 | Stensättning                     |              | Hälsingtuna, Hälsingland |       | 61.763933, 17.081398 | 10241400570003 | Ladda upp en bild av detta fornminne      |
| Bödelstäkten (Hälsingtuna 59:1)  | Hög                              |              | Hälsingtuna, Hälsingland |       | 61.759512, 17.093938 | 10241400590001 | Ladda upp en bild av detta fornminne      |
| Bödelstäkten (Hälsingtuna 59:2)  | Hög                              |              | Hälsingtuna, Hälsingland |       | 61.759729, 17.094162 | 10241400590002 | Ladda upp en bild av detta fornminne      |
| Hälsingtuna 60:1                 | Hög                              |              | Hälsingtuna, Hälsingland |       | 61.757927, 17.107385 | 10241400600001 | Ladda upp en bild av detta fornminne      |
| Hälsingtuna 60:2                 | Hög                              |              | Hälsingtuna, Hälsingland |       | 61.757901, 17.107762 | 10241400600002 | Ladda upp en bild av detta fornminne      |
| Hälsingtuna 60:3                 | Hög                              |              | Hälsingtuna, Hälsingland |       | 61.757744, 17.108123 | 10241400600003 | Ladda upp en bild av detta fornminne      |
| Hälsingtuna 62:1                 | Hög                              |              | Hälsingtuna, Hälsingland |       | 61.755496, 17.115221 | 10241400620001 | Ladda upp en bild av detta fornminne      |
| Hälsingtuna 62:2                 | Hög                              |              | Hälsingtuna, Hälsingland |       | 61.755557, 17.115511 | 10241400620002 | Ladda upp en bild av detta fornminne      |
| Hälsingtuna 62:3                 | Hög                              |              | Hälsingtuna, Hälsingland |       | 61.755460, 17.115880 | 10241400620003 | Ladda upp en bild av detta fornminne      |
| Hälsingtuna 62:4                 | Hög                              |              | Hälsingtuna, Hälsingland |       | 61.755324, 17.116361 | 10241400620004 | Ladda upp en bild av detta fornminne      |
| Hälsingtuna 65:1                 | Gravfält                         |              | Hälsingtuna, Hälsingland |       | 61.766437, 17.099742 | 10241400650001 | Ladda upp en bild av detta fornminne      |
| Hälsingtuna 66:1                 | Hög                              |              | Hälsingtuna, Hälsingland |       | 61.766993, 17.095461 | 10241400660001 | Ladda upp en bild av detta fornminne      |
| Hälsingtuna 67:1                 | Gravfält                         |              | Hälsingtuna, Hälsingland |       | 61.765425, 17.101816 | 10241400670001 | Ladda upp en bild av detta fornminne      |
| Hälsingtuna 68:1                 | Hög                              |              | Hälsingtuna, Hälsingland |       | 61.766050, 17.097170 | 10241400680001 | Ladda upp en bild av detta fornminne      |
| Hälsingtuna 69:1                 | Röse                             |              | Hälsingtuna, Hälsingland |       | 61.771015, 17.097898 | 10241400690001 | Ladda upp en bild av detta fornminne      |
| Hälsingtuna 71:1                 | Stensättning                     |              | Hälsingtuna, Hälsingland |       | 61.764991, 17.104989 | 10241400710001 | Ladda upp en bild av detta fornminne      |
| Hälsingtuna 71:2                 | Stensättning                     |              | Hälsingtuna, Hälsingland |       | 61.764999, 17.105217 | 10241400710002 | Ladda upp en bild av detta fornminne      |
| Hälsingtuna 72:1                 | Gravfält                         |              | Hälsingtuna, Hälsingland |       | 61.777338, 17.112903 | 10241400720001 | Ladda upp en bild av detta fornminne      |
| Hälsingtuna 73:1                 | Hög                              |              | Hälsingtuna, Hälsingland |       | 61.764985, 17.108927 | 10241400730001 | Ladda upp en bild av detta fornminne      |
| Hälsingtuna 73:2                 | Hög                              |              | Hälsingtuna, Hälsingland |       | 61.764952, 17.109176 | 10241400730002 | Ladda upp en bild av detta fornminne      |
| Hälsingtuna 74:1                 | Stensättning                     |              | Hälsingtuna, Hälsingland |       | 61.764744, 17.107487 | 10241400740001 | Ladda upp en bild av detta fornminne      |
| Hälsingtuna 74:2                 | Hög                              |              | Hälsingtuna, Hälsingland |       | 61.764546, 17.107198 | 10241400740002 | Ladda upp en bild av detta fornminne      |
| Hälsingtuna 75:1                 | Gravfält                         |              | Hälsingtuna, Hälsingland |       | 61.761430, 17.129495 | 10241400750001 | Ladda upp en bild av detta fornminne      |
| Hälsingtuna 76:1                 | Hög                              |              | Hälsingtuna, Hälsingland |       | 61.780744, 17.036290 | 10241400760001 | Ladda upp en bild av detta fornminne      |
| Hälsingtuna 78:1                 | Hög                              |              | Hälsingtuna, Hälsingland |       | 61.754964, 17.098525 | 10241400780001 | Ladda upp en bild av detta fornminne      |
| Hälsingtuna 78:3                 | Stensättning                     |              | Hälsingtuna, Hälsingland |       | 61.754593, 17.099327 | 10241400780003 | Ladda upp en bild av detta fornminne      |
| Hälsingtuna 79:1                 | Hög                              |              | Hälsingtuna, Hälsingland |       | 61.752943, 17.099883 | 10241400790001 | Ladda upp en bild av detta fornminne      |
| Hälsingtuna 79:2                 | Hög                              |              | Hälsingtuna, Hälsingland |       | 61.752902, 17.099698 | 10241400790002 | Ladda upp en bild av detta fornminne      |
| Hälsingtuna 79:3                 | Hög                              |              | Hälsingtuna, Hälsingland |       | 61.752827, 17.099549 | 10241400790003 | Ladda upp en bild av detta fornminne      |
| Hälsingtuna 91:1                 | Hög                              |              | Hälsingtuna, Hälsingland |       | 61.750388, 17.076275 | 10241400910001 | Ladda upp en bild av detta fornminne      |
| Hälsingtuna 93:1                 | Hög                              |              | Hälsingtuna, Hälsingland |       | 61.750686, 17.081132 | 10241400930001 | Ladda upp en bild av detta fornminne      |
| Hälsingtuna 94:1                 | Hög                              |              | Hälsingtuna, Hälsingland |       | 61.739251, 17.064649 | 10241400940001 | Ladda upp en bild av detta fornminne      |
| Hälsingtuna 95:1                 | Hög                              |              | Hälsingtuna, Hälsingland |       | 61.738219, 17.062182 | 10241400950001 | Ladda upp en bild av detta fornminne      |
| Hälsingtuna 95:2                 | Hög                              |              | Hälsingtuna, Hälsingland |       | 61.738123, 17.061967 | 10241400950002 | Ladda upp en bild av detta fornminne      |
| Hälsingtuna 96:1                 | Stensättning                     |              | Hälsingtuna, Hälsingland |       | 61.744045, 17.064608 | 10241400960001 | Ladda upp en bild av detta fornminne      |
| Hälsingtuna 97:1                 | Hög                              |              | Hälsingtuna, Hälsingland |       | 61.743431, 17.063842 | 10241400970001 | Ladda upp en bild av detta fornminne      |
| Hälsingtuna 97:2                 | Hög                              |              | Hälsingtuna, Hälsingland |       | 61.743360, 17.064049 | 10241400970002 | Ladda upp en bild av detta fornminne      |
| Tunaborg (Hälsingtuna 99:1)      | Fornborg                         |              | Hälsingtuna, Hälsingland |       | 61.748542, 17.075775 | 10241400990001 | Ladda upp en bild av detta fornminne      |
| Hälsingtuna 100:1                | Hög                              |              | Hälsingtuna, Hälsingland |       | 61.733214, 17.062378 | 10241401000001 | Ladda upp en bild av detta fornminne      |
| Hälsingtuna 101:1                | Hög                              |              | Hälsingtuna, Hälsingland |       | 61.743579, 17.062162 | 10241401010001 | Ladda upp en bild av detta fornminne      |
| Hälsingtuna 102:1                | Hög                              |              | Hälsingtuna, Hälsingland |       | 61.744398, 17.057457 | 10241401020001 | Ladda upp en bild av detta fornminne      |
| Hälsingtuna 102:2                | Hög                              |              | Hälsingtuna, Hälsingland |       | 61.744404, 17.057102 | 10241401020002 | Ladda upp en bild av detta fornminne      |
| Hälsingtuna 102:3                | Hög                              |              | Hälsingtuna, Hälsingland |       | 61.744414, 17.056800 | 10241401020003 | Ladda upp en bild av detta fornminne      |
| Hälsingtuna 103:1                | Hög                              |              | Hälsingtuna, Hälsingland |       | 61.742500, 17.057374 | 10241401030001 | Ladda upp en bild av detta fornminne      |
| Hälsingtuna 104:1                | Hög                              |              | Hälsingtuna, Hälsingland |       | 61.742110, 17.056425 | 10241401040001 | Ladda upp en bild av detta fornminne      |
| Hälsingtuna 105:1                | Hög                              |              | Hälsingtuna, Hälsingland |       | 61.737051, 17.051647 | 10241401050001 | Ladda upp en bild av detta fornminne      |
| Hälsingtuna 108:1                | Hög                              |              | Hälsingtuna, Hälsingland |       | 61.746507, 17.050683 | 10241401080001 | Ladda upp en bild av detta fornminne      |
| Hälsingtuna 109:1                | Hög                              |              | Hälsingtuna, Hälsingland |       | 61.751892, 17.057148 | 10241401090001 | Ladda upp en bild av detta fornminne      |
| Hälsingtuna 109:2                | Hög                              |              | Hälsingtuna, Hälsingland |       | 61.751808, 17.056964 | 10241401090002 | Ladda upp en bild av detta fornminne      |
| Hälsingtuna 109:3                | Hög                              |              | Hälsingtuna, Hälsingland |       | 61.751615, 17.056384 | 10241401090003 | Ladda upp en bild av detta fornminne      |
| Hälsingtuna 110:1                | Gravfält                         |              | Hälsingtuna, Hälsingland |       | 61.753010, 17.058635 | 10241401100001 | Ladda upp en bild av detta fornminne      |
| Hälsingtuna 111:1                | Hög                              |              | Hälsingtuna, Hälsingland |       | 61.754298, 17.058868 | 10241401110001 | Ladda upp en bild av detta fornminne      |
| Hälsingtuna 116:1                | Gravfält                         |              | Hälsingtuna, Hälsingland |       | 61.755684, 17.058782 | 10241401160001 | Ladda upp en bild av detta fornminne      |
| Hälsingtuna 118:1                | Röse                             |              | Hälsingtuna, Hälsingland |       | 61.727231, 17.045377 | 10241401180001 | Ladda upp en bild av detta fornminne      |
| Hälsingtuna 119:1                | Röse                             |              | Hälsingtuna, Hälsingland |       | 61.727537, 17.057921 | 10241401190001 | Ladda upp en bild av detta fornminne      |
| Hälsingtuna 120:1                | Stensättning                     |              | Hälsingtuna, Hälsingland |       | 61.723548, 17.056617 | 10241401200001 | Ladda upp en bild av detta fornminne      |
| Hälsingtuna 121:1                | Hög                              |              | Hälsingtuna, Hälsingland |       | 61.712495, 17.058955 | 10241401210001 | Ladda upp en bild av detta fornminne      |
| Hälsingtuna 121:2                | Hög                              |              | Hälsingtuna, Hälsingland |       | 61.712480, 17.059155 | 10241401210002 | Ladda upp en bild av detta fornminne      |
| Hälsingtuna 122:1                | Grav- och boplatsområde          |              | Hälsingtuna, Hälsingland |       | 61.714136, 17.054681 | 10241401220001 | Ladda upp en bild av detta fornminne      |
| Hälsingtuna 126:1                | Gravfält                         |              | Hälsingtuna, Hälsingland |       | 61.711812, 17.053488 | 10241401260001 | Ladda upp en bild av detta fornminne      |
| Hälsingtuna 128:1                | Hög                              |              | Hälsingtuna, Hälsingland |       | 61.711975, 17.063436 | 10241401280001 | Ladda upp en bild av detta fornminne      |
| Hälsingtuna 128:2                | Stensättning                     |              | Hälsingtuna, Hälsingland |       | 61.711881, 17.063521 | 10241401280002 | Ladda upp en bild av detta fornminne      |
| Hälsingtuna 129:1                | Stensättning                     |              | Hälsingtuna, Hälsingland |       | 61.781458, 17.033426 | 10241401290001 | Ladda upp en bild av detta fornminne      |
| Hälsingtuna 132:1                | Gravfält                         |              | Hälsingtuna, Hälsingland |       | 61.709496, 17.069242 | 10241401320001 | Ladda upp en bild av detta fornminne      |
| Hälsingtuna 135:1                | Hög                              |              | Hälsingtuna, Hälsingland |       | 61.712891, 17.078520 | 10241401350001 | Ladda upp en bild av detta fornminne      |
| Hälsingtuna 135:2                | Hög                              |              | Hälsingtuna, Hälsingland |       | 61.712899, 17.078827 | 10241401350002 | Ladda upp en bild av detta fornminne      |
| Hälsingtuna 135:3                | Hög                              |              | Hälsingtuna, Hälsingland |       | 61.712522, 17.079099 | 10241401350003 | Ladda upp en bild av detta fornminne      |
| Hälsingtuna 136:1                | Hög                              |              | Hälsingtuna, Hälsingland |       | 61.762013, 17.128808 | 10241401360001 | Ladda upp en bild av detta fornminne      |
| Hälsingtuna 136:2                | Hög                              |              | Hälsingtuna, Hälsingland |       | 61.761937, 17.128986 | 10241401360002 | Ladda upp en bild av detta fornminne      |
| Hälsingtuna 137:1                | Gravfält                         |              | Hälsingtuna, Hälsingland |       | 61.715605, 17.085751 | 10241401370001 | Ladda upp en bild av detta fornminne      |
| Hälsingtuna 138:1                | Stensättning                     |              | Hälsingtuna, Hälsingland |       | 61.718062, 17.079503 | 10241401380001 | Ladda upp en till bild av detta fornminne |
| Hälsingtuna 138:2                | Stensättning                     |              | Hälsingtuna, Hälsingland |       | 61.717950, 17.079388 | 10241401380002 | Ladda upp en till bild av detta fornminne |
| Hälsingtuna 140:1                | Röse                             |              | Hälsingtuna, Hälsingland |       | 61.720769, 17.058932 | 10241401400001 | Ladda upp en bild av detta fornminne      |
| Hälsingtuna 143:1                | Gravfält                         |              | Hälsingtuna, Hälsingland |       | 61.809975, 17.147837 | 10241401430001 | Ladda upp en bild av detta fornminne      |
| Hälsingtuna 145:1                | Hög                              |              | Hälsingtuna, Hälsingland |       | 61.811342, 17.149155 | 10241401450001 | Ladda upp en bild av detta fornminne      |
| Hälsingtuna 145:2                | Hög                              |              | Hälsingtuna, Hälsingland |       | 61.811343, 17.148943 | 10241401450002 | Ladda upp en bild av detta fornminne      |
| Hälsingtuna 146:1                | Hög                              |              | Hälsingtuna, Hälsingland |       | 61.803642, 17.154419 | 10241401460001 | Ladda upp en bild av detta fornminne      |
| Hälsingtuna 146:2                | Hög                              |              | Hälsingtuna, Hälsingland |       | 61.803554, 17.154459 | 10241401460002 | Ladda upp en bild av detta fornminne      |
| Hälsingtuna 146:3                | Hög                              |              | Hälsingtuna, Hälsingland |       | 61.803519, 17.154679 | 10241401460003 | Ladda upp en bild av detta fornminne      |
| Hälsingtuna 146:4                | Hög                              |              | Hälsingtuna, Hälsingland |       | 61.803687, 17.154534 | 10241401460004 | Ladda upp en bild av detta fornminne      |
| Hälsingtuna 147:1                | Gravfält                         |              | Hälsingtuna, Hälsingland |       | 61.804721, 17.151585 | 10241401470001 | Ladda upp en bild av detta fornminne      |
| Hälsingtuna 148:1                | Hög                              |              | Hälsingtuna, Hälsingland |       | 61.805216, 17.151668 | 10241401480001 | Ladda upp en bild av detta fornminne      |
| Hälsingtuna 149:1                | Hög                              |              | Hälsingtuna, Hälsingland |       | 61.806411, 17.151187 | 10241401490001 | Ladda upp en bild av detta fornminne      |
| Hälsingtuna 150:1                | Hög                              |              | Hälsingtuna, Hälsingland |       | 61.807179, 17.150380 | 10241401500001 | Ladda upp en bild av detta fornminne      |
| Hälsingtuna 150:2                | Hög                              |              | Hälsingtuna, Hälsingland |       | 61.807010, 17.150495 | 10241401500002 | Ladda upp en bild av detta fornminne      |
| Hälsingtuna 151:1                | Hög                              |              | Hälsingtuna, Hälsingland |       | 61.804977, 17.149458 | 10241401510001 | Ladda upp en bild av detta fornminne      |
| Hälsingtuna 151:2                | Hög                              |              | Hälsingtuna, Hälsingland |       | 61.805287, 17.149476 | 10241401510002 | Ladda upp en bild av detta fornminne      |
| Hälsingtuna 151:3                | Hög                              |              | Hälsingtuna, Hälsingland |       | 61.805205, 17.149721 | 10241401510003 | Ladda upp en bild av detta fornminne      |
| Hälsingtuna 151:4                | Hög                              |              | Hälsingtuna, Hälsingland |       | 61.805192, 17.149960 | 10241401510004 | Ladda upp en bild av detta fornminne      |
| Hälsingtuna 151:5                | Husgrund, förhistorisk/medeltida |              | Hälsingtuna, Hälsingland |       | 61.805024, 17.149162 | 10241401510005 | Ladda upp en bild av detta fornminne      |
| Hälsingtuna 153:1                | Stensättning                     |              | Hälsingtuna, Hälsingland |       | 61.805314, 17.146391 | 10241401530001 | Ladda upp en bild av detta fornminne      |
| Hälsingtuna 153:2                | Stensättning                     |              | Hälsingtuna, Hälsingland |       | 61.805214, 17.146401 | 10241401530002 | Ladda upp en bild av detta fornminne      |
| Hälsingtuna 153:3                | Stensättning                     |              | Hälsingtuna, Hälsingland |       | 61.805164, 17.146176 | 10241401530003 | Ladda upp en bild av detta fornminne      |
| Hälsingtuna 154:1                | Hög                              |              | Hälsingtuna, Hälsingland |       | 61.811032, 17.140660 | 10241401540001 | Ladda upp en bild av detta fornminne      |
| Hälsingtuna 154:2                | Hög                              |              | Hälsingtuna, Hälsingland |       | 61.811001, 17.140876 | 10241401540002 | Ladda upp en bild av detta fornminne      |
| Hälsingtuna 156:1                | Hög                              |              | Hälsingtuna, Hälsingland |       | 61.811655, 17.134469 | 10241401560001 | Ladda upp en bild av detta fornminne      |
| Hälsingtuna 156:2                | Stensättning                     |              | Hälsingtuna, Hälsingland |       | 61.811849, 17.134093 | 10241401560002 | Ladda upp en bild av detta fornminne      |
| Hälsingtuna 156:3                | Hög                              |              | Hälsingtuna, Hälsingland |       | 61.812053, 17.133735 | 10241401560003 | Ladda upp en bild av detta fornminne      |
| Hälsingtuna 156:4                | Hög                              |              | Hälsingtuna, Hälsingland |       | 61.812122, 17.133573 | 10241401560004 | Ladda upp en bild av detta fornminne      |
| Hälsingtuna 157:1                | Grav- och boplatsområde          |              | Hälsingtuna, Hälsingland |       | 61.811642, 17.137474 | 10241401570001 | Ladda upp en bild av detta fornminne      |
| Hälsingtuna 158:1                | Hög                              |              | Hälsingtuna, Hälsingland |       | 61.809062, 17.149135 | 10241401580001 | Ladda upp en bild av detta fornminne      |
| Hälsingtuna 158:2                | Stensättning                     |              | Hälsingtuna, Hälsingland |       | 61.808951, 17.149198 | 10241401580002 | Ladda upp en bild av detta fornminne      |
| Hälsingtuna 159:1                | Hög                              |              | Hälsingtuna, Hälsingland |       | 61.810569, 17.146126 | 10241401590001 | Ladda upp en bild av detta fornminne      |
| Hälsingtuna 160:1                | Hög                              |              | Hälsingtuna, Hälsingland |       | 61.813510, 17.126616 | 10241401600001 | Ladda upp en bild av detta fornminne      |
| Hälsingtuna 160:2                | Hög                              |              | Hälsingtuna, Hälsingland |       | 61.813625, 17.126643 | 10241401600002 | Ladda upp en bild av detta fornminne      |
| Hälsingtuna 160:3                | Hög                              |              | Hälsingtuna, Hälsingland |       | 61.813449, 17.126807 | 10241401600003 | Ladda upp en bild av detta fornminne      |
| Hälsingtuna 160:4                | Hög                              |              | Hälsingtuna, Hälsingland |       | 61.813471, 17.127054 | 10241401600004 | Ladda upp en bild av detta fornminne      |
| Hälsingtuna 161:1                | Stensättning                     |              | Hälsingtuna, Hälsingland |       | 61.810150, 17.116357 | 10241401610001 | Ladda upp en bild av detta fornminne      |
| Hälsingtuna 162:1                | Hög                              |              | Hälsingtuna, Hälsingland |       | 61.810177, 17.124064 | 10241401620001 | Ladda upp en bild av detta fornminne      |
| Hälsingtuna 162:2                | Stensättning                     |              | Hälsingtuna, Hälsingland |       | 61.810192, 17.123799 | 10241401620002 | Ladda upp en bild av detta fornminne      |
| Hälsingtuna 163:1                | Hög                              |              | Hälsingtuna, Hälsingland |       | 61.809797, 17.123200 | 10241401630001 | Ladda upp en bild av detta fornminne      |
| Hälsingtuna 164:1                | Hög                              |              | Hälsingtuna, Hälsingland |       | 61.807143, 17.130464 | 10241401640001 | Ladda upp en bild av detta fornminne      |
| Hälsingtuna 165:1                | Gravfält                         |              | Hälsingtuna, Hälsingland |       | 61.810758, 17.105902 | 10241401650001 | Ladda upp en bild av detta fornminne      |
| Hälsingtuna 166:1                | Hög                              |              | Hälsingtuna, Hälsingland |       | 61.808958, 17.104813 | 10241401660001 | Ladda upp en bild av detta fornminne      |
| Hälsingtuna 166:2                | Stensättning                     |              | Hälsingtuna, Hälsingland |       | 61.808918, 17.104659 | 10241401660002 | Ladda upp en bild av detta fornminne      |
| Hälsingtuna 166:3                | Stensättning                     |              | Hälsingtuna, Hälsingland |       | 61.808875, 17.104525 | 10241401660003 | Ladda upp en bild av detta fornminne      |
| Hälsingtuna 167:1                | Gravfält                         |              | Hälsingtuna, Hälsingland |       | 61.808109, 17.105346 | 10241401670001 | Ladda upp en bild av detta fornminne      |
| Hälsingtuna 168:1                | Hög                              |              | Hälsingtuna, Hälsingland |       | 61.763348, 17.130141 | 10241401680001 | Ladda upp en bild av detta fornminne      |
| Hälsingtuna 168:2                | Hög                              |              | Hälsingtuna, Hälsingland |       | 61.763311, 17.130658 | 10241401680002 | Ladda upp en bild av detta fornminne      |
| Hälsingtuna 168:3                | Stensättning                     |              | Hälsingtuna, Hälsingland |       | 61.763310, 17.130745 | 10241401680003 | Ladda upp en bild av detta fornminne      |
| Hälsingtuna 170:1                | Hög                              |              | Hälsingtuna, Hälsingland |       | 61.753305, 17.121539 | 10241401700001 | Ladda upp en bild av detta fornminne      |
| Hälsingtuna 171:1                | Stensättning                     |              | Hälsingtuna, Hälsingland |       | 61.742922, 17.055773 | 10241401710001 | Ladda upp en bild av detta fornminne      |
| Hälsingtuna 171:2                | Stensättning                     |              | Hälsingtuna, Hälsingland |       | 61.742926, 17.055201 | 10241401710002 | Ladda upp en bild av detta fornminne      |
| Hälsingtuna 182:1                | Hög                              |              | Hälsingtuna, Hälsingland |       | 61.764184, 17.055076 | 10241401820001 | Ladda upp en bild av detta fornminne      |
| Hälsingtuna 182:2                | Stensättning                     |              | Hälsingtuna, Hälsingland |       | 61.764195, 17.055538 | 10241401820002 | Ladda upp en bild av detta fornminne      |
| Hälsingtuna 191:1                | Stensättning                     |              | Hälsingtuna, Hälsingland |       | 61.769537, 17.088484 | 10241401910001 | Ladda upp en bild av detta fornminne      |
| Hälsingtuna 192:1                | Hög                              |              | Hälsingtuna, Hälsingland |       | 61.764452, 17.111854 | 10241401920001 | Ladda upp en bild av detta fornminne      |
| Bödelstäkten (Hälsingtuna 193:1) | Hög                              |              | Hälsingtuna, Hälsingland |       | 61.758811, 17.093995 | 10241401930001 | Ladda upp en bild av detta fornminne      |
| Hälsingtuna 203:1                | Hög                              |              | Hälsingtuna, Hälsingland |       | 61.741924, 17.141777 | 10241402030001 | Ladda upp en bild av detta fornminne      |
| Hälsingtuna 204:1                | Hög                              |              | Hälsingtuna, Hälsingland |       | 61.749567, 17.169880 | 10241402040001 | Ladda upp en bild av detta fornminne      |
| Hälsingtuna 205:1                | Hög                              |              | Hälsingtuna, Hälsingland |       | 61.749928, 17.168415 | 10241402050001 | Ladda upp en bild av detta fornminne      |
| Hälsingtuna 205:2                | Hög                              |              | Hälsingtuna, Hälsingland |       | 61.749919, 17.168218 | 10241402050002 | Ladda upp en bild av detta fornminne      |
| Hälsingtuna 205:3                | Stensättning                     |              | Hälsingtuna, Hälsingland |       | 61.749852, 17.168234 | 10241402050003 | Ladda upp en bild av detta fornminne      |
| Hälsingtuna 206:1                | Hög                              |              | Hälsingtuna, Hälsingland |       | 61.750635, 17.170920 | 10241402060001 | Ladda upp en bild av detta fornminne      |
| Hälsingtuna 206:2                | Hög                              |              | Hälsingtuna, Hälsingland |       | 61.750479, 17.170509 | 10241402060002 | Ladda upp en bild av detta fornminne      |
| Hälsingtuna 207:1                | Stensättning                     |              | Hälsingtuna, Hälsingland |       | 61.750355, 17.175307 | 10241402070001 | Ladda upp en bild av detta fornminne      |
| Hälsingtuna 207:2                | Stensättning                     |              | Hälsingtuna, Hälsingland |       | 61.750231, 17.175522 | 10241402070002 | Ladda upp en bild av detta fornminne      |
| Hälsingtuna 207:3                | Stensättning                     |              | Hälsingtuna, Hälsingland |       | 61.750153, 17.175627 | 10241402070003 | Ladda upp en bild av detta fornminne      |
| Hälsingtuna 210:1                | Hög                              |              | Hälsingtuna, Hälsingland |       | 61.749844, 17.162902 | 10241402100001 | Ladda upp en bild av detta fornminne      |
| Hälsingtuna 211:1                | Hög                              |              | Hälsingtuna, Hälsingland |       | 61.751164, 17.161587 | 10241402110001 | Ladda upp en bild av detta fornminne      |
| Hälsingtuna 212:1                | Gravfält                         |              | Hälsingtuna, Hälsingland |       | 61.753495, 17.160406 | 10241402120001 | Ladda upp en bild av detta fornminne      |
| Hälsingtuna 214:1                | Hög                              |              | Hälsingtuna, Hälsingland |       | 61.752556, 17.162306 | 10241402140001 | Ladda upp en bild av detta fornminne      |
| Hälsingtuna 214:2                | Hög                              |              | Hälsingtuna, Hälsingland |       | 61.752611, 17.162415 | 10241402140002 | Ladda upp en bild av detta fornminne      |
| Hälsingtuna 217:1                | Hög                              |              | Hälsingtuna, Hälsingland |       | 61.755035, 17.145782 | 10241402170001 | Ladda upp en bild av detta fornminne      |
| Hälsingtuna 218:1                | Hög                              |              | Hälsingtuna, Hälsingland |       | 61.755158, 17.154102 | 10241402180001 | Ladda upp en bild av detta fornminne      |
| Hälsingtuna 218:2                | Röse                             |              | Hälsingtuna, Hälsingland |       | 61.755067, 17.154362 | 10241402180002 | Ladda upp en bild av detta fornminne      |
| Hälsingtuna 219:1                | Husgrund, förhistorisk/medeltida |              | Hälsingtuna, Hälsingland |       | 61.754677, 17.154302 | 10241402190001 | Ladda upp en bild av detta fornminne      |
| Hälsingtuna 220:1                | Hög                              |              | Hälsingtuna, Hälsingland |       | 61.743524, 17.160626 | 10241402200001 | Ladda upp en bild av detta fornminne      |
| Hälsingtuna 220:2                | Hög                              |              | Hälsingtuna, Hälsingland |       | 61.743564, 17.160413 | 10241402200002 | Ladda upp en bild av detta fornminne      |
| Hälsingtuna 221:1                | Stensättning                     |              | Hälsingtuna, Hälsingland |       | 61.744166, 17.162015 | 10241402210001 | Ladda upp en bild av detta fornminne      |
| Hälsingtuna 222:1                | Gravfält                         |              | Hälsingtuna, Hälsingland |       | 61.740479, 17.173750 | 10241402220001 | Ladda upp en bild av detta fornminne      |
| Hälsingtuna 223:1                | Hög                              |              | Hälsingtuna, Hälsingland |       | 61.741458, 17.172208 | 10241402230001 | Ladda upp en bild av detta fornminne      |
| Hälsingtuna 223:2                | Hög                              |              | Hälsingtuna, Hälsingland |       | 61.741479, 17.172441 | 10241402230002 | Ladda upp en bild av detta fornminne      |
| Hälsingtuna 224:1                | Stensättning                     |              | Hälsingtuna, Hälsingland |       | 61.741611, 17.171009 | 10241402240001 | Ladda upp en bild av detta fornminne      |
| Hälsingtuna 225:1                | Hög                              |              | Hälsingtuna, Hälsingland |       | 61.737323, 17.162528 | 10241402250001 | Ladda upp en bild av detta fornminne      |
| Hälsingtuna 226:1                | Stensättning                     |              | Hälsingtuna, Hälsingland |       | 61.735302, 17.169935 | 10241402260001 | Ladda upp en bild av detta fornminne      |
| Hälsingtuna 227:1                | Hög                              |              | Hälsingtuna, Hälsingland |       | 61.735950, 17.171893 | 10241402270001 | Ladda upp en bild av detta fornminne      |
| Hälsingtuna 228:1                | Stensättning                     |              | Hälsingtuna, Hälsingland |       | 61.738468, 17.151037 | 10241402280001 | Ladda upp en bild av detta fornminne      |
| Hälsingtuna 228:2                | Stensättning                     |              | Hälsingtuna, Hälsingland |       | 61.738784, 17.150555 | 10241402280002 | Ladda upp en bild av detta fornminne      |
| Hälsingtuna 229:1                | Stensättning                     |              | Hälsingtuna, Hälsingland |       | 61.716944, 17.180321 | 10241402290001 | Ladda upp en bild av detta fornminne      |
| Hälsingtuna 230:1                | Röse                             |              | Hälsingtuna, Hälsingland |       | 61.725999, 17.229107 | 10241402300001 | Ladda upp en bild av detta fornminne      |
| Hälsingtuna 232:1                | Gravfält                         |              | Hälsingtuna, Hälsingland |       | 61.750149, 17.177444 | 10241402320001 | Ladda upp en bild av detta fornminne      |
| Hälsingtuna 233:1                | Hög                              |              | Hälsingtuna, Hälsingland |       | 61.748656, 17.177368 | 10241402330001 | Ladda upp en bild av detta fornminne      |
| Hälsingtuna 234:1                | Gravfält                         |              | Hälsingtuna, Hälsingland |       | 61.742801, 17.180982 | 10241402340001 | Ladda upp en bild av detta fornminne      |
| Hälsingtuna 235:1                | Gravfält                         |              | Hälsingtuna, Hälsingland |       | 61.743130, 17.183773 | 10241402350001 | Ladda upp en bild av detta fornminne      |
| Hälsingtuna 237:1                | Hög                              |              | Hälsingtuna, Hälsingland |       | 61.740205, 17.177380 | 10241402370001 | Ladda upp en bild av detta fornminne      |
| Hälsingtuna 237:2                | Hög                              |              | Hälsingtuna, Hälsingland |       | 61.740149, 17.177248 | 10241402370002 | Ladda upp en bild av detta fornminne      |
| Hälsingtuna 237:3                | Stensättning                     |              | Hälsingtuna, Hälsingland |       | 61.740123, 17.177432 | 10241402370003 | Ladda upp en bild av detta fornminne      |
| Hälsingtuna 237:4                | Hög                              |              | Hälsingtuna, Hälsingland |       | 61.740219, 17.177525 | 10241402370004 | Ladda upp en bild av detta fornminne      |
| Hälsingtuna 238:1                | Hög                              |              | Hälsingtuna, Hälsingland |       | 61.740207, 17.178881 | 10241402380001 | Ladda upp en bild av detta fornminne      |
| Hälsingtuna 238:2                | Hög                              |              | Hälsingtuna, Hälsingland |       | 61.740176, 17.178644 | 10241402380002 | Ladda upp en bild av detta fornminne      |
| Hälsingtuna 239:1                | Hög                              |              | Hälsingtuna, Hälsingland |       | 61.738515, 17.179057 | 10241402390001 | Ladda upp en bild av detta fornminne      |
| Hälsingtuna 239:2                | Hög                              |              | Hälsingtuna, Hälsingland |       | 61.738609, 17.179199 | 10241402390002 | Ladda upp en bild av detta fornminne      |
| Hälsingtuna 239:3                | Hög                              |              | Hälsingtuna, Hälsingland |       | 61.738648, 17.179452 | 10241402390003 | Ladda upp en bild av detta fornminne      |
| Hälsingtuna 240:1                | Gravfält                         |              | Hälsingtuna, Hälsingland |       | 61.738359, 17.181125 | 10241402400001 | Ladda upp en bild av detta fornminne      |
| Hälsingtuna 241:1                | Hög                              |              | Hälsingtuna, Hälsingland |       | 61.736438, 17.177526 | 10241402410001 | Ladda upp en bild av detta fornminne      |
| Hälsingtuna 241:2                | Hög                              |              | Hälsingtuna, Hälsingland |       | 61.736350, 17.177555 | 10241402410002 | Ladda upp en bild av detta fornminne      |
| Hälsingtuna 241:3                | Husgrund, förhistorisk/medeltida |              | Hälsingtuna, Hälsingland |       | 61.736387, 17.176918 | 10241402410003 | Ladda upp en bild av detta fornminne      |
| Hälsingtuna 244:1                | Stensättning                     |              | Hälsingtuna, Hälsingland |       | 61.743989, 17.185065 | 10241402440001 | Ladda upp en bild av detta fornminne      |
| Hälsingtuna 245:1                | Gravfält                         |              | Hälsingtuna, Hälsingland |       | 61.742329, 17.187555 | 10241402450001 | Ladda upp en bild av detta fornminne      |
| Hälsingtuna 246:1                | Röse                             |              | Hälsingtuna, Hälsingland |       | 61.746753, 17.208994 | 10241402460001 | Ladda upp en bild av detta fornminne      |
| Hälsingtuna 248:1                | Hög                              |              | Hälsingtuna, Hälsingland |       | 61.748413, 17.198857 | 10241402480001 | Ladda upp en bild av detta fornminne      |
| Hälsingtuna 249:1                | Stensättning                     |              | Hälsingtuna, Hälsingland |       | 61.739437, 17.199502 | 10241402490001 | Ladda upp en bild av detta fornminne      |
| Hälsingtuna 251:1                | Gravfält                         |              | Hälsingtuna, Hälsingland |       | 61.763976, 17.140752 | 10241402510001 | Ladda upp en bild av detta fornminne      |
| Hälsingtuna 252:1                | Hög                              |              | Hälsingtuna, Hälsingland |       | 61.764949, 17.140095 | 10241402520001 | Ladda upp en bild av detta fornminne      |
| Hälsingtuna 256:1                | Hög                              |              | Hälsingtuna, Hälsingland |       | 61.763693, 17.143578 | 10241402560001 | Ladda upp en bild av detta fornminne      |
| Hälsingtuna 256:2                | Hög                              |              | Hälsingtuna, Hälsingland |       | 61.763591, 17.143526 | 10241402560002 | Ladda upp en bild av detta fornminne      |
| Hälsingtuna 256:3                | Hög                              |              | Hälsingtuna, Hälsingland |       | 61.763476, 17.143665 | 10241402560003 | Ladda upp en bild av detta fornminne      |
| Hälsingtuna 256:4                | Stensättning                     |              | Hälsingtuna, Hälsingland |       | 61.763439, 17.143880 | 10241402560004 | Ladda upp en bild av detta fornminne      |
| Hälsingtuna 257:1                | Hög                              |              | Hälsingtuna, Hälsingland |       | 61.760972, 17.137080 | 10241402570001 | Ladda upp en bild av detta fornminne      |
| Hälsingtuna 258:1                | Stensättning                     |              | Hälsingtuna, Hälsingland |       | 61.763268, 17.145101 | 10241402580001 | Ladda upp en bild av detta fornminne      |
| Hälsingtuna 260:1                | Gravfält                         |              | Hälsingtuna, Hälsingland |       | 61.764673, 17.135348 | 10241402600001 | Ladda upp en bild av detta fornminne      |
| Hälsingtuna 261:1                | Hög                              |              | Hälsingtuna, Hälsingland |       | 61.757682, 17.138431 | 10241402610001 | Ladda upp en bild av detta fornminne      |
| Hälsingtuna 261:2                | Hög                              |              | Hälsingtuna, Hälsingland |       | 61.757648, 17.138170 | 10241402610002 | Ladda upp en bild av detta fornminne      |
| Hälsingtuna 261:3                | Hög                              |              | Hälsingtuna, Hälsingland |       | 61.757725, 17.138216 | 10241402610003 | Ladda upp en bild av detta fornminne      |
| Hälsingtuna 264:1                | Röse                             |              | Hälsingtuna, Hälsingland |       | 61.784751, 17.153514 | 10241402640001 | Ladda upp en bild av detta fornminne      |
| Hälsingtuna 264:2                | Röse                             |              | Hälsingtuna, Hälsingland |       | 61.784707, 17.153297 | 10241402640002 | Ladda upp en bild av detta fornminne      |
| Hälsingtuna 266:1                | Röse                             |              | Hälsingtuna, Hälsingland |       | 61.669184, 17.307397 | 10241402660001 | Ladda upp en bild av detta fornminne      |
| Hälsingtuna 266:2                | Röse                             |              | Hälsingtuna, Hälsingland |       | 61.668915, 17.307349 | 10241402660002 | Ladda upp en bild av detta fornminne      |
| Hälsingtuna 268:1                | Röse                             |              | Hälsingtuna, Hälsingland |       | 61.694973, 17.300430 | 10241402680001 | Ladda upp en bild av detta fornminne      |
| Hälsingtuna 270:1                | Röse                             |              | Hälsingtuna, Hälsingland |       | 61.727699, 17.210522 | 10241402700001 | Ladda upp en bild av detta fornminne      |
| Hälsingtuna 271:1                | Röse                             |              | Hälsingtuna, Hälsingland |       | 61.738773, 17.048110 | 10241402710001 | Ladda upp en bild av detta fornminne      |
| Hälsingtuna 283:1                | Stensättning                     |              | Hälsingtuna, Hälsingland |       | 61.793111, 17.070984 | 10241402830001 | Ladda upp en bild av detta fornminne      |
| Hälsingtuna 298:1                | Stensättning                     |              | Hälsingtuna, Hälsingland |       | 61.748520, 17.071004 | 10241402980001 | Ladda upp en bild av detta fornminne      |
| Hälsingtuna 299:1                | Stensättning                     |              | Hälsingtuna, Hälsingland |       | 61.745280, 17.080795 | 10241402990001 | Ladda upp en bild av detta fornminne      |
| Hälsingtuna 317:1                | Röse                             |              | Hälsingtuna, Hälsingland |       | 61.740252, 17.223394 | 10241403170001 | Ladda upp en bild av detta fornminne      |
| Hälsingtuna 319:1                | Hög                              |              | Hälsingtuna, Hälsingland |       | 61.740991, 17.181158 | 10241403190001 | Ladda upp en bild av detta fornminne      |
| Hälsingtuna 323:1                | Stensättning                     |              | Hälsingtuna, Hälsingland |       | 61.756844, 17.156779 | 10241403230001 | Ladda upp en bild av detta fornminne      |
| Hälsingtuna 323:2                | Hög                              |              | Hälsingtuna, Hälsingland |       | 61.756661, 17.157008 | 10241403230002 | Ladda upp en bild av detta fornminne      |
| Hälsingtuna 325:1                | Hög                              |              | Hälsingtuna, Hälsingland |       | 61.751178, 17.126763 | 10241403250001 | Ladda upp en bild av detta fornminne      |
| Hälsingtuna 333:1                | Stensättning                     |              | Hälsingtuna, Hälsingland |       | 61.752534, 17.191054 | 10241403330001 | Ladda upp en bild av detta fornminne      |
| Kokhuset (Hälsingtuna 335:1)     | Husgrund, historisk tid          |              | Hälsingtuna, Hälsingland |       | 61.639424, 17.366245 | 10241403350001 | Ladda upp en bild av detta fornminne      |
| Hälsingtuna 340:1                | Hög                              |              | Hälsingtuna, Hälsingland |       | 61.747975, 17.186406 | 10241403400001 | Ladda upp en bild av detta fornminne      |
| Hälsingtuna 341:1                | Hög                              |              | Hälsingtuna, Hälsingland |       | 61.725489, 17.268367 | 10241403410001 | Ladda upp en bild av detta fornminne      |
| Hälsingtuna 342:1                | Hög                              |              | Hälsingtuna, Hälsingland |       | 61.748476, 17.200283 | 10241403420001 | Ladda upp en bild av detta fornminne      |
| Hälsingtuna 343:1                | Hög                              |              | Hälsingtuna, Hälsingland |       | 61.752706, 17.195204 | 10241403430001 | Ladda upp en bild av detta fornminne      |
| Hälsingtuna 350:1                | Hög                              |              | Hälsingtuna, Hälsingland |       | 61.746015, 17.077287 | 10241403500001 | Ladda upp en bild av detta fornminne      |
| Hälsingtuna 448                  | Hög                              |              | Hälsingtuna, Hälsingland |       | 61.712573, 17.059050 | 12000000076450 | Ladda upp en bild av detta fornminne      |
| Hälsingtuna 450                  | Röse                             |              | Hälsingtuna, Hälsingland |       | 61.712563, 17.059146 | 12000000076452 | Ladda upp en bild av detta fornminne      |
| Hälsingtuna 452                  | Stensättning                     |              | Hälsingtuna, Hälsingland |       | 61.727241, 17.083745 | 12000000076454 | Ladda upp en bild av detta fornminne      |
| Hälsingtuna 455                  | Grav övrig                       |              | Hälsingtuna, Hälsingland |       | 61.725498, 17.074552 | 12000000076457 | Ladda upp en bild av detta fornminne      |
| Hälsingtuna 456                  | Röse                             |              | Hälsingtuna, Hälsingland |       | 61.723627, 17.073462 | 12000000076458 | Ladda upp en bild av detta fornminne      |